# Zbigniew Kubalańca
Zbigniew Eugeniusz Kubalańca (ur. 8 lipca 1982 w Opolu) – polski samorządowiec, urzędnik i politolog, od 2018 wicemarszałek województwa opolskiego.

## Życiorys
Syn Czesława i Leokadii. Z wykształcenia politolog, studiował w Wyższej Szkole Zarządzania i Administracji w Opolu, na Uniwersytecie Opolskim oraz na Uniwersytecie Jagiellońskim. Podjął pracę w Departamencie Edukacji i Rynku Pracy Urzędu Marszałkowskiego Województwa Opolskiego, gdzie był głównym specjalistą i koordynatorem ds. społeczno-edukacyjnych, a od 2015 – dyrektorem. Pracował również jako nauczyciel akademicki.
Związał się z Platformą Obywatelską. W 2006 bezskutecznie ubiegał się o mandat w radzie miejskiej Opola; zdobywał go w wyborach w 2010 i 2014. Pełnił funkcję przewodniczącego klubu radnych PO, został także przedstawicielem wojewody opolskiego w Radzie Społecznej Opolskiego Centrum Onkologii w Opolu. W 2018 skutecznie ubiegał się o mandat radnego w sejmiku opolskim z ramienia Koalicji Obywatelskiej. 21 listopada 2018 został wybrany wicemarszałkiem województwa opolskiego, odpowiedzialnym m.in. za sport, turystykę, społeczeństwo informacyjne i dialog. W 2024 został wybrany do sejmiku na kolejną kadencję, w maju 2024 pozostał na funkcji wicemarszałka w zarządzie województwa VII kadencji. Utrzymał to stanowisko również w czerwcu 2024, gdy nowym marszałkiem został Szymon Ogłaza.